# التارو (فلم أمريكي 2024)
التارو (الإنجليزية: Tarot) هو فيلم رعب، وفيلم رعب خارق للطبيعة صَدَرَ في 3 مايو 2024، في الولايات المتحدة، والسويد. الفيلم من إنتاج سكرين جيمز، و، وتولّت سوني بيكتشرز ريليزينج ‏، وإنتركوم ‏ توزيعه، وهو من إخراج سبنسر كوهين ‏، وآنا هالبرغ ‏ الذي تولّى كتابة السيناريو أيضًا. 

## طاقم التمثيل
- جايكوب باتالون
- أولوين فويري  [لغات أخرى]‏
- فولفغانغ نوفوغراتز  [لغات أخرى]‏
- هارييت سلاتر  [لغات أخرى]‏
- آلانا بودين
- أفانتيكا فاندانابو  [لغات أخرى]‏
- لارسن تومسون

## وصلات خارجية
- مقالات تستعمل روابط فنية بلا صلة مع ويكي بيانات